# Bob Lanier
Pour les articles homonymes, voir Lanier.
Robert Jerry Lanier, Jr., dit Bob Lanier, (né le 10 septembre 1948, à Buffalo, New York et mort le 10 mai 2022 à Phoenix) est un ancien joueur professionnel américain de basket-ball des Detroit Pistons et des Milwaukee Bucks en NBA. Il évolua au lycée « Buffalo Bennett » d'où il sortit diplômé en 1966, puis rejoint l'Université St. Bonaventure, à Olean, New York.

## Biographie
Lanier obtint trois sélections de All-America (de 1968 à 1970), et en 1970, il mena St. Bonaventure au Final Four NCAA, cependant, il se blessa lors du tournoi régional et ne participa pas à la défaite en demi-finale face à l'Université Jacksonville mené par Artis Gilmore. Lors de cette année, il fut nommé joueur de l'année de la Conférence « Eastern College Athletic » (ECAC).
Lanier fut sélectionné au premier rang de la Draft 1970 de la NBA par les Detroit Pistons et fut nommé dans la « All-Rookie Team » lors de la saison NBA 1970-1971. Il évolua à Detroit jusqu'à ce qu'il soit transféré aux Milwaukee Bucks lors de la saison NBA 1979-1980. Lors de ses cinq saisons avec les Bucks, ils gagnèrent le titre de la division chaque année. Il prit sa retraite à l'issue de la saison NBA 1983-1984.
Lors de ses 14 saisons NBA, Lanier réalisa des moyennes de 20,1 points et 10,1 rebonds par match en tirant à un respectable 51,4 % de réussite aux tirs. Il joua lors de huit NBA All-Star Game, et fut nommé MVP lors du NBA All-Star Game 1974. Lanier fut intronisé au Basketball Hall of Fame et son numéro 16 jersey fut retiré à la fois par les Pistons et les Bucks.
Lors de la saison NBA 1994-1995, il devint entraîneur en chef par intérim des Golden State Warriors pour 37 rencontres après l'éviction de Don Nelson, compilant un bilan de 12 victoires - 25 défaites.

## Statistiques
gras = ses meilleures performances

### Universitaires
Statistiques en université de Bob Lanier
| Saison    | Équipe            | Matchs | % Tir | % LF | Rbds/m. | Pts/m. |
| --------- | ----------------- | ------ | ----- | ---- | ------- | ------ |
| 1967-1968 | Saint Bonaventure | 25     | 58,4  | 64,0 | 15,6    | 26,2   |
| 1968-1969 | Saint Bonaventure | 24     | 58,7  | 63,0 | 15,6    | 27,3   |
| 1969-1970 | Saint Bonaventure | 26     | 56,1  | 72,7 | 16,0    | 29,1   |
| Carrière  | Carrière          | 75     | 57,6  | 66,7 | 15,7    | 27,6   |

### Professionnelles

#### Saison régulière
gras = ses meilleures performances
Statistiques en saison régulière de Bob Lanier
| Saison        | Équipe        | Matchs | Titul. | Min./m | % Tir | % 3pts | % LF | Rbds/m. | Pass/m. | Int/m. | Ctr/m. | Pts/m. |
| ------------- | ------------- | ------ | ------ | ------ | ----- | ------ | ---- | ------- | ------- | ------ | ------ | ------ |
| 1970-1971     | Détroit       | 82     | —      | 24,6   | 45,5  | —      | 72,6 | 8,1     | 1,8     | —      | —      | 15,6   |
| 1971-1972     | Détroit       | 80     | —      | 38,7   | 49,3  | —      | 76,8 | 14,2    | 3,1     | —      | —      | 25,7   |
| 1972-1973     | Détroit       | 81     | —      | 38,9   | 49,0  | —      | 77,3 | 14,9    | 3,2     | —      | —      | 23,8   |
| 1973-1974     | Détroit       | 81     | 81     | 37,6   | 50,4  | —      | 79,7 | 13,3    | 4,2     | 1,4    | 3,0    | 22,5   |
| 1974-1975     | Détroit       | 76     | 76     | 39,3   | 51,0  | —      | 80,2 | 12,0    | 4,6     | 1,0    | 2,3    | 24,0   |
| 1975-1976     | Détroit       | 64     | 64     | 36,9   | 53,2  | —      | 76,8 | 11,7    | 3,4     | 1,2    | 1,3    | 21,3   |
| 1976-1977     | Détroit       | 64     | 64     | 38,2   | 53,4  | —      | 81,8 | 11,6    | 3,3     | 1,1    | 2,0    | 25,3   |
| 1977-1978     | Détroit       | 63     | 63     | 36,7   | 53,7  | —      | 77,2 | 11,3    | 3,4     | 1,3    | 1,5    | 24,5   |
| 1978-1979     | Détroit       | 53     | 53     | 34,6   | 51,5  | —      | 74,9 | 9,3     | 2,6     | 0,9    | 1,4    | 23,6   |
| 1979-1980     | Détroit       | 37     | 37     | 37,6   | 54,6  | 0,0    | 78,1 | 10,1    | 3,3     | 1,0    | 1,6    | 21,7   |
| 1979-1980     | Milwaukee     | 26     | 26     | 28,4   | 51,9  | 100,0  | 78,5 | 6,9     | 2,4     | 1,4    | 1,1    | 15,7   |
| 1980-1981     | Milwaukee     | 67     | 64     | 26,2   | 52,5  | 100,0  | 75,1 | 6,2     | 2,7     | 1,1    | 1,2    | 14,3   |
| 1981-1982     | Milwaukee     | 74     | 72     | 26,8   | 55,8  | 0,0    | 75,2 | 5,2     | 3,0     | 1,0    | 0,8    | 13,5   |
| 1982-1983     | Milwaukee     | 39     | 35     | 25,1   | 49,1  | 0,0    | 68,4 | 5,1     | 2,7     | 0,9    | 0,6    | 10,7   |
| 1983-1984     | Milwaukee     | 72     | 72     | 27,9   | 57,2  | 0,0    | 70,8 | 6,3     | 2,6     | 0,8    | 0,7    | 13,6   |
| Carrière      | Carrière      | 959    | 707    | 33,5   | 51,4  | 15,4   | 76,7 | 10,1    | 3,1     | 1,1    | 1,5    | 20,1   |
| All-Star Game | All-Star Game | 8      | 0      | 15,1   | 58,2  | —      | 83,3 | 5,6     | 1,5     | 0,5    | 0,6    | 9,3    |

#### Playoffs
Légende :
| Meilleur joueur de cette catégorie statistique de la saison |

Statistiques en playoffs de Bob Lanier
| Saison   | Équipe    | Matchs | Titul. | Min./m | % Tir | % 3pts | % LF | Rbds/m. | Pass/m. | Int/m. | Ctr/m. | Pts/m. |
| -------- | --------- | ------ | ------ | ------ | ----- | ------ | ---- | ------- | ------- | ------ | ------ | ------ |
| 1974     | Détroit   | 7      | 7      | 43,3   | 50,7  | —      | 78,9 | 15,3    | 3,0     | 0,6    | 2,0    | 26,3   |
| 1975     | Détroit   | 3      | 3      | 42,7   | 51,0  | —      | 75,0 | 10,7    | 6,3     | 1,3    | 4,0    | 20,3   |
| 1976     | Détroit   | 9      | 9      | 39,9   | 55,2  | —      | 90,0 | 12,7    | 3,3     | 0,9    | 2,3    | 26,1   |
| 1977     | Détroit   | 3      | 3      | 39,3   | 63,0  | —      | 84,2 | 16,7    | 2,0     | 1,0    | 2,3    | 28,0   |
| 1980     | Milwaukee | 7      | 7      | 36,6   | 51,5  | —      | 73,8 | 9,3     | 4,4     | 1,0    | 1,1    | 19,3   |
| 1981     | Milwaukee | 7      | 7      | 33,7   | 58,8  | —      | 71,9 | 7,4     | 4,0     | 1,7    | 1,1    | 17,6   |
| 1982     | Milwaukee | 6      | 6      | 35,3   | 51,3  | 0,0    | 56,0 | 7,5     | 3,7     | 1,3    | 0,8    | 16,0   |
| 1983     | Milwaukee | 9      | 9      | 27,8   | 57,3  | —      | 60,0 | 7,0     | 2,6     | 0,6    | 1,6    | 13,7   |
| 1984     | Milwaukee | 16     | 16     | 31,2   | 48,0  | —      | 88,6 | 7,3     | 3,4     | 0,7    | 0,6    | 12,7   |
| Carrière | Carrière  | 67     | 67     | 35,2   | 53,2  | 0,0    | 76,8 | 9,6     | 3,5     | 0,9    | 1,5    | 18,6   |

## Anecdotes
Lanier est cité dans le film Airplane! (Y a-t-il un pilote dans l'avion ?). Dans une scène, un garçon est invité dans un cockpit d'un avion de ligne, et dit que le copilote (joué par Kareem Abdul-Jabbar) est en réalité Kareem Abdul-Jabbar. Abdul-Jabbar, jouant un personnage, nie être une star du basket-ball, insistant sur le fait qu'il est le capitaine Roger Murdock, le copilote de l'avion. Le garçon poursuit en disant que Abdul-Jabbar est excellent, mais son père rétorque qu'il « ne travaille pas beaucoup en défense... » et qu'il « ne force pas trop... excepté durant les playoffs ». Cela provoque l'énervement de Abdul-Jabbar rétorquant: « Essayez de vous coltiner Bill Walton et Lanier sur tout le terrain durant 48 minutes ! ».
Durant la carrière NBA de Lanier, ce fut le joueur avec les plus grands pieds, puisqu'il chaussait du 57. On pouvait les voir dans une publicité pour Miller Lite, une marque de bière à la télévision des années 1980 avec d'autres personnalités du monde du sport Bob Uecker, Sparky Lyle et John Madden.
Au Basketball Hall of Fame à Springfield, Massachusetts, les visiteurs peuvent comparer la taille de leurs pieds à celles de Lanier.